# Shopping City Süd
El Shopping City Süd Es un centro comercial ubicado en Vösendorf, al sur de Viena, en Austria. Con una superficie alquilable de 173.000 metros cuadrados, es el centro comercial más grande de Austria. Contiene más de 330 tiendas y tiene alrededor de 4.500 empleados. En diciembre de 2007, el SCS se vendió por € 607 mil para una empresa inmobiliaria francesa Unibail-Rodamco, que también posee el Donauzentrum.